# Bit (nástroj)

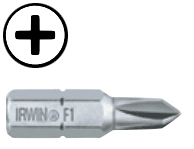
Bit pro křížové šrouby

Šroubovací bit nebo šroubovací nástavec je označení pro výměnné hlavice používané ke šroubování vsazením do rukojeti nebo elektrického nářadí jako je akušroubovák nebo vrtačka s regulací otáček. Pro nasazení je bit nejčastěji opatřen vnějším šestihranem o rozměru 6,3 mm (přesněji 6,35 mm, 1/4 palce), na rozdíl od nástrčkového klíče na matice, kde se zpravidla používá vnitřní čtyřhran.

## Vnější šestihran
Šestihranná stopka bitu je zpravidla krátká (C6,3) nebo prodloužená s krčkem (E6,3). Na rozdíl od šroubování do měkkých materiálů (např. dřevo), kde při šroubování kroutící moment narůstá postupně, je u tvrdých materiálů (např. ocel) prudký nárůst momentu na konci šroubování a používají se proto speciální bity s tlumící zónou.

### Rozměry vnějšího šestihranu
- 1⁄4 inch (6,35 mm) nejčastější rozměr šestihranné stopky
- 5⁄16 inch (≈7,94 mm)
- 7⁄16 inch (≈11,11 mm)
- 4 mm (5⁄32 inch), zvaný též minibit nebo mikrobit
- 5 mm, ojedinělý
- 6 mm, pro izolované nástroje výrobce Wiha

Drážkový profil bitu musí odpovídat drážce použitého šroubu, například plochá drážka, různé typy křížové drážky (Phillips, Pozidriv ad.), vnitřní šestihran (inbus) nebo torx. Kvalita bitu záleží na přesnosti výroby a použitých materiálech, kvalitní bit má houževnaté jádro a tvrdou povrchovou úpravu, např. nitridování titanem. Dále se pro snížení možnosti vysmeknutí z drážky používají bity povrstvené částečkami diamantu a pro zachování korozivzdornosti nerezových šroubů nerezové bity.

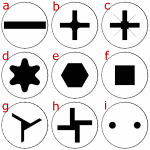
Typy šroubováků
(a) plochý
(b) křížový Phillips
(c) křížový Pozidriv
(d) Torx
(e) Inbus
(f) Robertson
(g) Tri-Wing
(h) Torq-Set
(i) Spanner head

## Výhody a nevýhody
K výhodám patří
- nízká cena
- k uložení je třeba málo prostoru
- malá hmotnost
- stejné bity je možné použít v různých přístrojích nebo držácích
- jsou snadno vyměnitelné a nahraditelné

Za nevýhody lze považovat
- pro hluboko zapuštěné šrouby příliš velký průměr nástroje
- obtížně regulovatelný záběr, zvlášť u velmi malých šroubů